# Государственная дума Российской империи I созыва

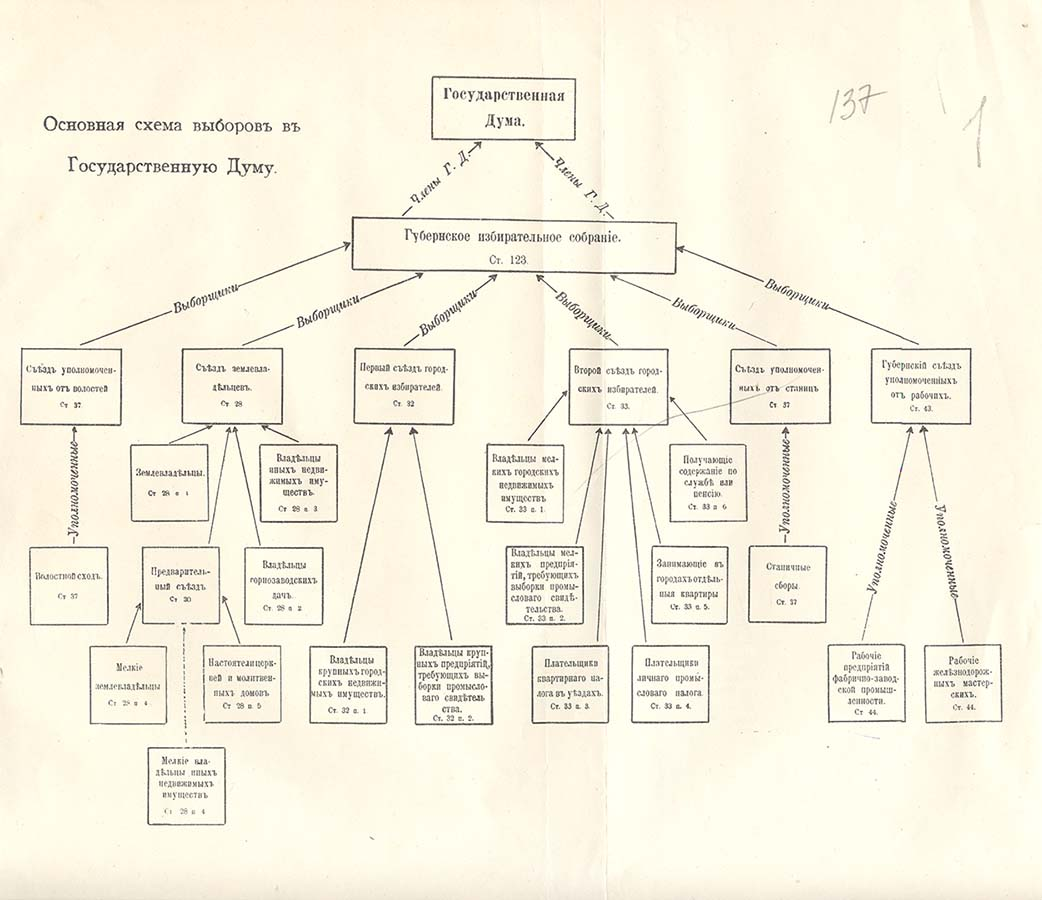
Основная схема выборов по куриям в I-ю Государственную думу в 1906 году.

Государственная дума Российской империи I созыва — первый в России избранный населением представительный законосовещательный орган. Стал результатом попытки преобразовать Россию из самодержавной в парламентскую монархию, вызванной стремлением стабилизировать политическую обстановку в условиях многочисленных волнений и революционных выступлений. Дума I созыва провела одну сессию и просуществовала 72 дня, с 27 апреля (10 мая) по 9 (22) июля 1906 год, после чего была распущена императором Николаем II.

## Полномочия
Начало определению полномочий Государственной думы и её места в системе органов власти было положено Манифестом Императора Николая II, разработанным в основном министром внутренних дел А. Г. Булыгиным, Государственной думе отводилась роль не законодательного, а законосовещательного учреждения с весьма ограниченными правами, избираемого ограниченными категориями лиц: крупными собственниками недвижимых имуществ, крупными плательщиками промыслового и квартирного налога и, на особых основаниях, крестьянами (так называемая «Булыгинская дума»). Однако, недовольство данными предложениями вылилось в многочисленные акции протеста, стачки и забастовки по всей стране, следствием чего стала выработка новых принципов формирования и работы Государственной думы.
Корректировка полномочий Думы и наделение её законодательными функциями была осуществлена Манифестом «Об усовершенствовании государственного порядка» от 17 октября 1905 года:
Установить, как незыблемое правило, чтобы никакой закон не мог воспринять силу без одобрения Государственной Думы, и чтобы выборным от народа обеспечена была возможность избирательного участия в надзоре за закономерностью действий поставленных от Нас властей.
Полномочия Думы были окончательно определены законом от 20 февраля 1906 года, регулирующим порядок работы Думы и «Основными государственными законами» от 23 апреля 1906 года. Этими документами существенно сокращались полномочия Думы. Дума избиралась на 5 лет, причём Императору предоставлялось право её роспуска. Дума могла принимать предложенные ей правительством законы, а также утверждать государственный бюджет. В период между сессиями император мог единолично принимать законы, которые затем подлежали утверждению Думой во время сессий. Государственная дума была нижней палатой парламента. Роль верхней палаты исполнял Государственный совет, который должен был одобрять или отклонять законы, принятые Думой.
Вся исполнительная власть оставалась в руках монарха, он также единолично руководил Вооружёнными силами, определял внешнюю политику, решал вопросы объявления войны и мира, введения чрезвычайного или военного положения на любой территории Империи.

## Выборы

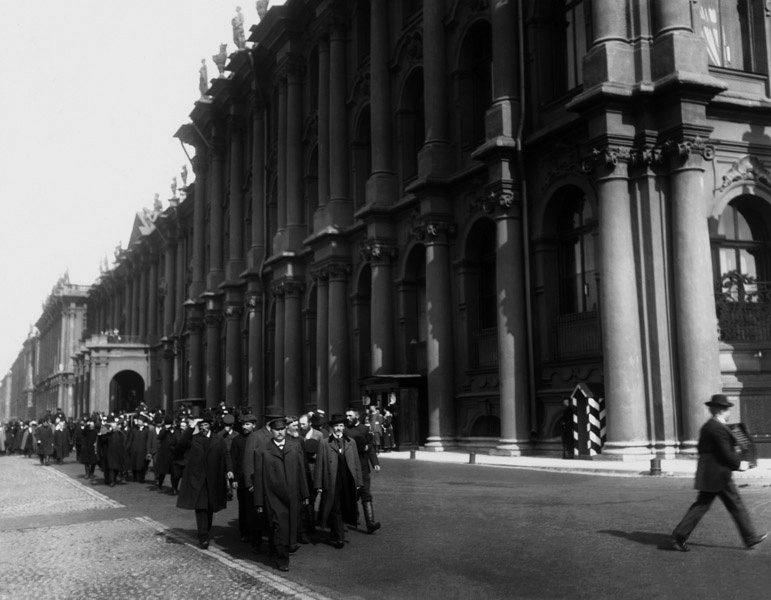
Члены I Госдумы выходят из Зимнего дворца после приёма у Николая II (27.04.1906).

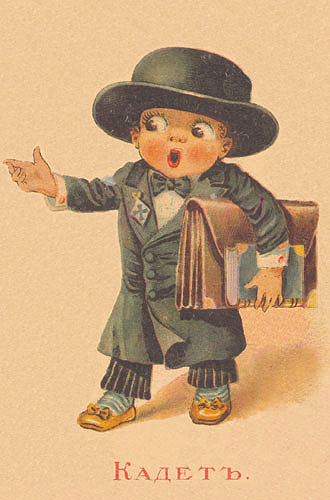
Почтовая открытка, посвященная выборам в I Государственную думу (1906). Художник — Е. М. Бём

Закон о выборах в Государственную думу был опубликован 11 декабря 1905 года. Выборы были непрямые и должны были проходить по куриальной системе: всего было создано 4 курии — землевладельческая, городская, крестьянская и рабочая, которые получили возможность выбирать определённое число выборщиков. Были установлены следующие квоты: один выборщик на 2 тысячи населения в землевладельческой курии, на 4 тысячи — в городской, на 30 тысяч — в крестьянской, на 90 тысяч — в рабочей.
Избирательное право имели не все жители империи. Для того, чтобы иметь избирательное право необходимо минимум за год до выборов соответствовать следующим критериям:
- по землевладельческой курии — быть владельцем от 100 до 650 десятин земли в зависимости от местности, иметь недвижимую собственность стоимостью не менее 15 тыс. рублей.
- по городской курии — быть владельцем городской недвижимости и торгово-промышленных заведений, квартиросъемщиком или служащим.
- по крестьянской курии — иметь домовладение;
- по рабочей курии — быть рабочим предприятия с не менее 50 рабочими мужского пола.

Кроме того, имелись категории населения, вообще лишённые избирательных прав. К ним относились иностранные подданные, лица моложе 25 лет, женщины, учащиеся, военные состоящие на действительной службе, бродячие инородцы, признанные виновными в преступлениях, отрешённые от должности по суду (в течение 3 лет после отрешения), состоящие под судом и следствием, банкроты (до определения причины — все кроме «несчастных»), состоящие под опекой (под опекой помимо малолетних состояли глухонемые, душевнобольные и признанные расточителями), лишённые духовного сана за пороки, исключённые из сословных обществ по их приговорам, а также губернаторы, вице-губернаторы, градоначальники и их помощники (во вверенных им территориях) и полицейские (работающие в избирательном округе).
Выборы проходили в несколько ступеней:
- для городской курии двухступенчатые: в Москве, Санкт-Петербурге и 24 крупных указанных в избирательном законе городах избиратели выбирали выборщиков на городское собрание, которое затем избирало членов Думы.
- для землевладельческой курии (в уездах и всех других городах) двух- или трёхступенчатые: лица, чья собственность была равно или больше установленного для данной местности ценза на уездном съезде землевладельцев избирали делегатов на губернское собрание, которое затем избирало членов Думы. Владельцы 1/10 ценза и священнослужители на предварительных уездных съездах избирали уполномоченных, которые затем на уездных съездах вместе с крупными землевладельцами избирали выборщиков для губернского избирательного собрания.
- для рабочей курии трёхступенчатые: 1) выборы одного уполномоченного от рабочих от предприятия с численностью рабочих 50-1000 человек или по 1 уполномоченному от каждой тысячи рабочих на крупных предприятиях, 2) избрание выборщиков на губернских сходах уполномоченных, 3) выборы членов Думы на губернском избирательном собрании;
- для крестьянской — четырёхступенчатые: 1) выборы выборных от 10 дворов, 2) выборы уполномоченных от волости на волостном сходе, 3) избрание выборщиков на уездном съезде уполномоченных, 4) выборы членов Думы на губернском или областном избирательном съезде)[8].

Таким образом, эти курии (в 26 городских округах выборщиков избирали только городская и рабочая курии) избирали выборщиков в собрание избирателей округа, которое затем уже на избирательном съезде избирали столько депутатов, сколько полагалось законом избирать от данного округа.
Сословно-куриальная система была признана более предпочтительной, чем общие, прямые, равные и тайные выборы, так как и император, и председатель правительства С. Ю. Витте опасались, что «в крестьянской стране, где большинство населения не искушено в политическом искусстве, свободные и прямые выборы приведут к победе безответственных демагогов и в законодательном органе будут заседать по преимуществу адвокаты».
Было создано 135 избирательных округов в том числе 26 городских (избирали 34 депутата), 33 территориально-сословных, конфессиональных, территориально-конфессиональных и этнических округов (40 депутатов). От губернии избиралось от 2 до 15 депутатов, от города — от 1 до 6. Европейская Россия избирала 412 депутатов (79 %), Польша — 37 депутатов (7 %), Кавказ — 29 (6 %), Сибирь и Дальний Восток — 25 (4 %), Средняя Азия и Казахстан — 21 (4 %).
Выборы проводились в основном в феврале-марте 1906 года, а в национальных районах и окраинах и позже, так что к началу работы из 524 депутатов были избраны около 480, поэтому состав первой Думы постепенно дополнялся подъезжающими избранными депутатами. Во многих районах Сибири, например, выборы проводились в мае—июне 1906 года, кроме того властями отрабатывался механизм проведения выборов в условиях военного положения, поэтому военное положение было введено во всех уездах, прилегавших к линии Сибирской железной дороги.
Представители левых и крайне правых партий бойкотировали выборы, левые считали, что Дума не обладает никакой реальной властью, а крайне правые вообще относились отрицательно к самой идее парламентаризма, выступая за незыблемость Самодержавия. Несмотря на это, в выборах участвовали меньшевики и социалисты-революционеры, как независимые кандидаты. В. И. Ленин впоследствии вынужден был признать, что бойкот выборов в I Государственную Думу «был ошибкой».

## Состав

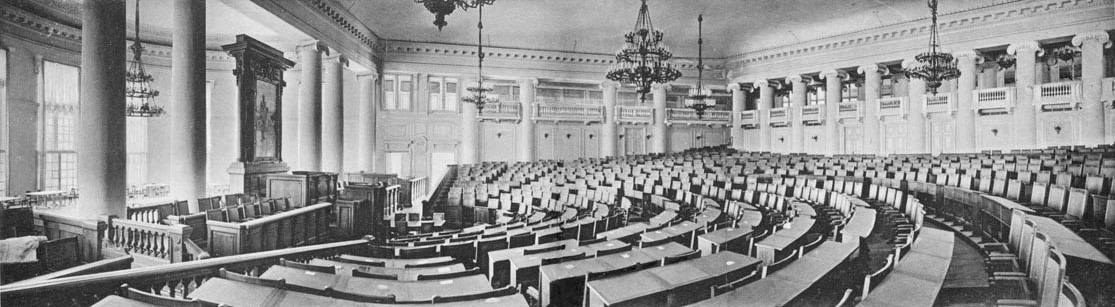
Зал заседаний Государственной думы в Таврическом дворце, Санкт-Петербург

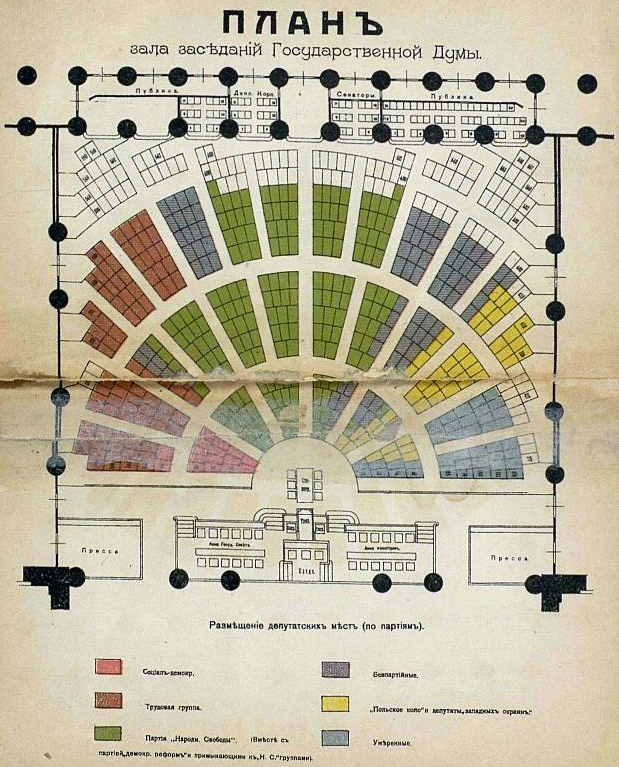
План зала заседаний Государственной думы

Всего было избрано 499 депутатов, из них избрание 11 депутатов было аннулировано, 1 ушёл в отставку, 1 умер, 6 не успели приехать.
Депутаты распределились следующим образом:
- по возрасту: до 30 лет — 7 %; от 30 до 40 лет — 40 %; от 40 до 50 лет — 38 %; старше 50 лет — 15 %;
- по уровню образования: с высшим образованием 42 %, средним — 14 %, низшим — 25 %, домашним — 19 %, неграмотных — 2 человека;
- по профессии: 121 земледелец, 10 ремесленников, 17 фабричных рабочих, 14 торговцев, 5 фабрикантов и управляющих фабриками, 46 помещиков и управляющих имениями, 73 земских, городских и дворянских служащих, 6 священников, 14 чиновников, 39 адвокатов, 16 врачей, 7 инженеров, 16 профессоров и приват-доцентов, 3 преподавателя гимназии, 14 сельских учителей, 11 журналистов и 9 лиц неизвестных занятий.

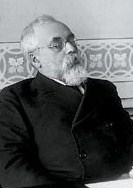
С. А. Муромцев, председатель I Государственной думы

По признаку партийной принадлежности большинство мест заняли конституционные демократы — 176 человек. Избрано также 102 представителя «Трудового союза», 23 социалиста-революционера, 2 члена Партии свободомыслящих, 33 члена польского коло, 26 мирнообновленцев, 18 социал-демократов (меньшевиков), 14 беспартийных автономистов, 12 прогрессистов, 6 членов партии демократических реформ, 100 беспартийных.
Избрано 279 депутатов, русских по национальности.
Были образованы фракции: «кадетов» — 176 человек, октябристов — 16, трудовиков (члены «Трудового союза») — 96, социал-демократов (меньшевики) — 18 (сначала меньшевики вступили во фракцию трудовиков и только в июне по решению 4-го съезда РСДРП образовали собственную фракцию); автономисты — 70 человек (представители национальных окраин, выступающие за автономии этих территорий и их сторонники), прогрессисты — 12 (фракция образована беспартийными кандидатами с либеральными, близкими к «кадетам», взглядами). Независимых кандидатов насчитывалось 100 человек, в это число входили и эсэры, которые не стали официально образовывать фракцию в связи с бойкотом выборов их партией.

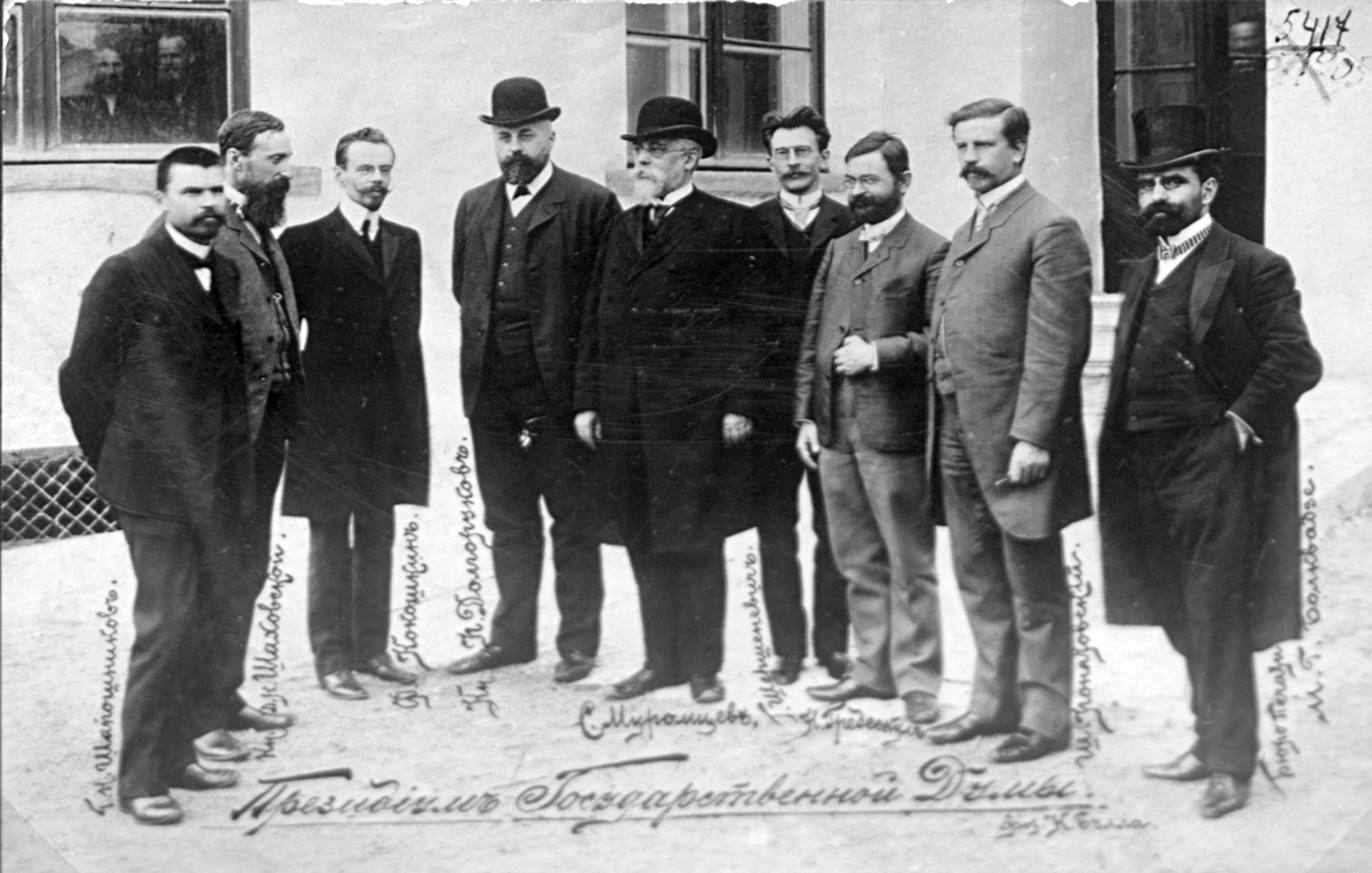
Президиум I Государственной Думы. Слева направо: Г. Н. Шапошников (от Трудовой группы), Д. И. Шаховской, Ф. Ф. Кокошкин, Пётр Д. Долгоруков, С. А. Муромцев, Г. А. Шершеневич, Н. А. Гредескул, Щ. Понятовский (от автономистов), М. Г. Болквадзе (председатель Бюро печати)

Председателем был избран «кадет» С. А. Муромцев, профессор Московского университета. Товарищами председателя стали князь П. Д. Долгоруков и Н. А. Гредескул (оба «кадеты»). Секретарём — князь Д. И. Шаховской («кадет»).

## Деятельность
Первое заседание Государственной думы состоялось 27 апреля 1906 года в Таврическом дворце Санкт-Петербурга (после приёма у Николая II в Зимнем).
С самого начала работы большинство Государственной думы было настроено на резкую борьбу с правительством И. Л. Горемыкина. За 72 дня Дума приняла 391 запрос о незаконных действиях правительства.
С началом работы «кадеты» поставили вопрос об амнистии всех политических заключённых, отмене смертной казни, упразднении Государственного Совета, установлении ответственности Совета министров перед Думой. Большинство депутатов поддержало эти требования, и 5 мая 1906 года они были направлены председателю Совета министров И. Л. Горемыкину, который 13 мая ответил отказом на все требования Думы.

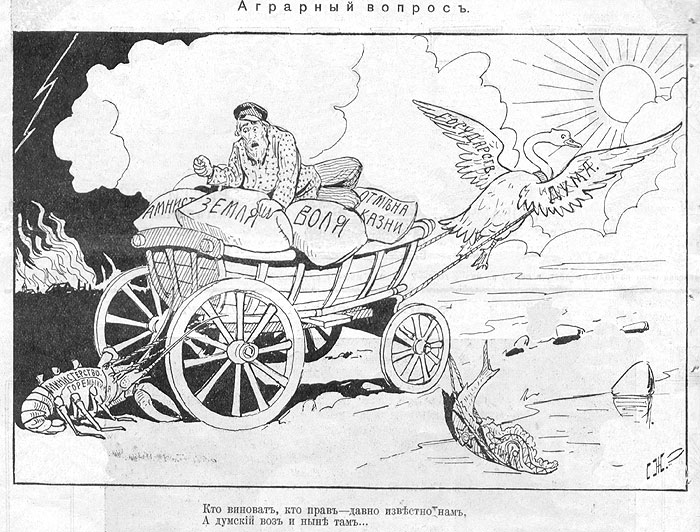
Политическая карикатура по басне И. А. Крылова «Лебедь, рак и щука» («Искры», 1906, № 23, С. 274.)

Заседание аграрной комиссии I Государственной Думы, Санкт-Петербург, май 1906

Главным вопросом в работе I Государственной думы был земельный вопрос. 7 мая кадетская фракция за подписью 42 депутатов выдвинула законопроект, предусматривавший дополнительное наделение крестьян землёй за счёт казённых, монастырских, церковных, удельных и кабинетских земель, а также частичный принудительный выкуп помещичьих земель.
23 мая фракция трудовиков (104 человека) предложила свой законопроект, предусматривавший образование «общественного земельного фонда», из которого предполагалось выделять землю в пользование безземельным и малоземельным крестьянам, а также конфискацию земель у помещиков сверх «трудовой нормы» с выплатой последним установленного вознаграждения. Реализацию проекта предлагалось осуществить через выборные местные земельные комитеты.
6 июня 33-мя депутатами был подан законопроект, разработанный эсерами о немедленной национализации всех природных богатств и отмене частной собственности на землю. Большинством голосов Дума отказалась рассматривать столь радикальный проект. Также 8 июня Совет министров принял решение о роспуске Государственной думы в случае продолжения нагнетания обстановки вокруг аграрного вопроса, так как его широкое обсуждение в Думе вызвало рост общественной полемики и усиление революционного движения.

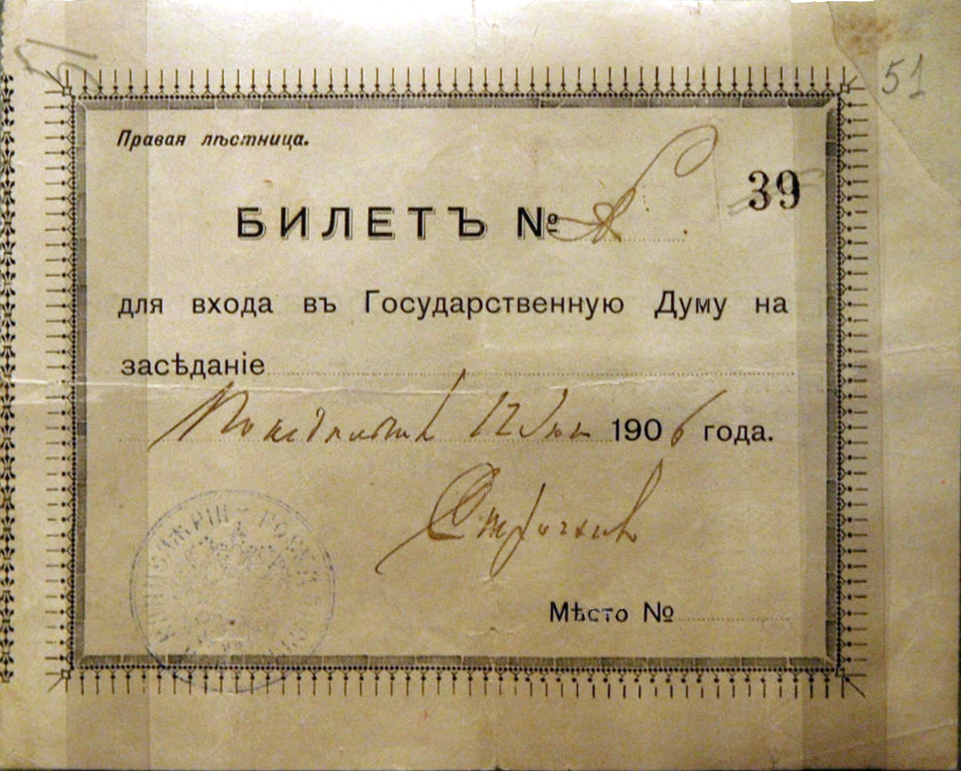
Билет для входа в Государственную Думу, 1906 год

Фракция кадетов также вносила законопроект о неприкосновенности депутатов Думы, который предусматривал, что уголовное преследование депутата во время сессии возможно лишь с согласия Думы (кроме задержания при совершении преступления или сразу после него, однако и в этом случае Дума могла отменить задержание), а если дело возбуждено между сессиями, то все процессуальные действия и задержания приостанавливались до открытия сессии и решения данного вопроса Думой. Парламент, однако, отказался рассматривать данный законопроект.
Ряд либеральных членов Совета министров предложил ввести представителей «кадетов» в состав правительства. Это предложение не получило поддержки большинства министров. Государственная Дума выразила недоверие правительству, после чего ряд министров стали бойкотировать Думу и её заседания. В знак своего презрительного отношения к Думе туда был внесён первый правительственный законопроект об ассигновании 40 000 рублей на постройку пальмовой оранжереи и сооружение прачечной при Юрьевском университете. За всё время работы депутатами было одобрено 2 законопроекта — об отмене смертной казни (инициирован депутатами с нарушением процедуры) и об ассигновании 15 млн рублей в помощь пострадавшим от неурожая, внесённый правительством. При этом изначально правительство предлагало кредит в размере 50 млн рублей, однако Дума, желая выразить ему свое недоверие, сократила сумму. Вот что писал по этому поводу русский историк С. С. Ольденбург:

Государственный совет, который должен был служить опорой власти, держал себя пассивно, выжидательно. Когда Дума, желая показать недоверие к правительству, сократила кредит на оказание помощи голодающим с 50 млн до 15 млн руб. — Гос. совет, вопреки настояниям министра финансов В. Н. Коковцова, принял думскую цифру ассигнования. (Это был первый и единственный проект, прошедший при 1-й Думе все законодательные инстанции.)— Ольденбург, 1939, Том I, с. 359, 360

## Роспуск
6 (19) июля 1906 вместо непопулярного И. Л. Горемыкина председателем Совета министров был назначен решительный П. А. Столыпин (сохранивший к тому же пост министра внутренних дел). 8 июля последовал указ Николая II о роспуске Государственной думы, этот шаг в манифесте от 9 июля объяснялся так:

Выборные от населения, вместо работы строительства законодательного, уклонились в не принадлежащую им область и обратились к расследованию действий поставленных от Нас местных властей, к указаниям Нам на несовершенства Законов Основных, изменения которых могут быть предприняты лишь Нашею Монаршею волею, и к действиям явно незаконным, как обращение от лица Думы к населению.
Смущенное же таковыми непорядками крестьянство, не ожидая законного улучшения своего положения, перешло в целом ряде губерний к открытому грабежу, хищению чужого имущества, неповиновению закону и законным властям.

Но пусть помнят Наши подданные, что только при полном порядке и спокойствии возможно прочное улучшение народного быта. Да будет же ведомо, что Мы не допустим никакого своеволия или беззакония и всею силою государственной мощи приведём ослушников закона к подчинению Нашей Царской воле. Призываем всех благомыслящих русских людей объединиться для поддержания законной власти и восстановления мира в Нашем дорогом Отечестве.— Николай II. Манифест 9 июля 1906 г.
В манифесте также было объявлено о проведении новых выборов по тем же правилам, что и в I Государственную думу.

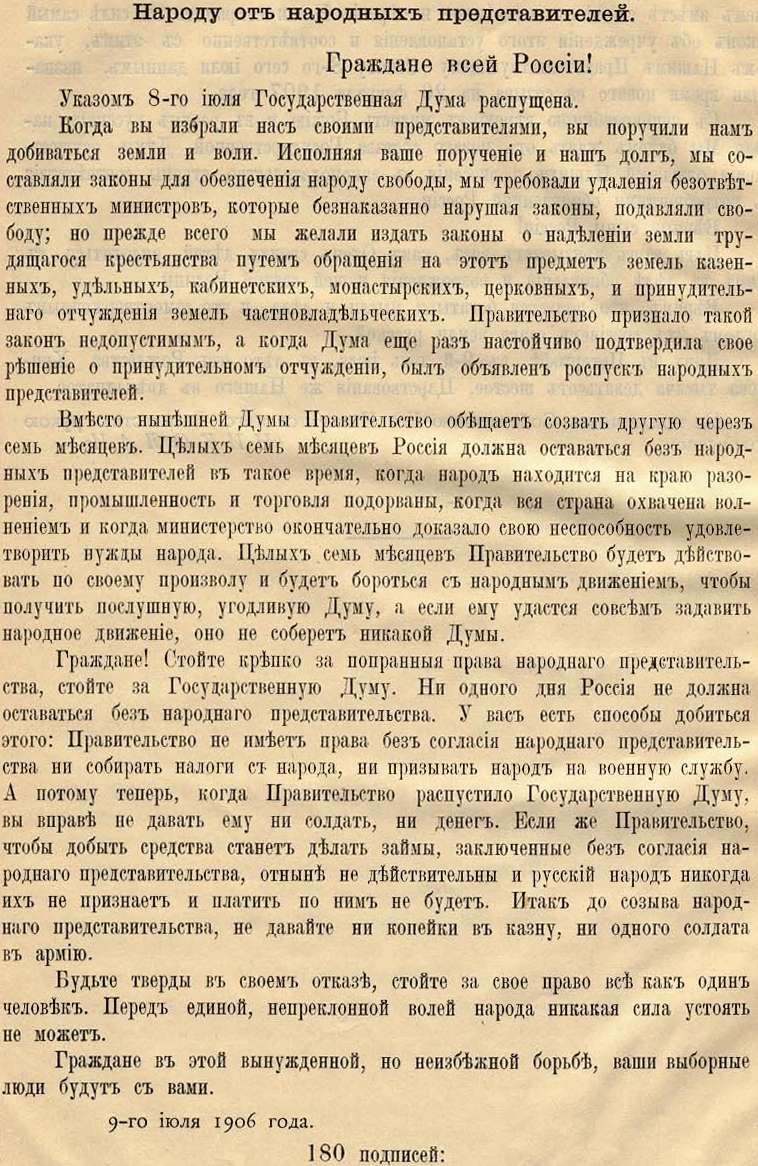
Фотокопия оригинального текста Выборгского воззвания

9 июля пришедшие на заседание депутаты нашли двери в Таврический дворец запертыми и прибитый рядом на столбе манифест о роспуске думы. Часть их — 180 человек — в основном «кадеты», трудовики и социал-демократы, собравшись в Выборге (как ближайшем к Петербургу городе Княжества Финляндского), приняли воззвание «Народу от народных представителей» (Выборгское воззвание). В нём говорилось о том, что правительство не имеет права без согласия народного представительства ни собирать налоги с народа, ни призывать народ на военную службу. Выборгское воззвание призывало поэтому к гражданскому неповиновению — отказу платить налоги и поступать на службу в армии. К неповиновению властям опубликование воззвания не привело, а все его подписавшие были приговорены к трём месяцем заключения и лишены избирательных прав, то есть не могли в дальнейшем стать депутатами Государственной думы.

## Известные депутаты
К числу наиболее известных депутатов I Государственной думы можно отнести С. А. Муромцева, М. М. Ковалевского, В. Д. Кузьмина-Караваева, Т. В. Локотя, Г. Е. Львова, А. Н. Букейхана, А. А. Муханова, В. Д. Набокова, П. И. Новгородцева, В. П. Обнинского, И. Н. Присецкого, В. А. Харламова, Д. И. Шаховского, М. Я. Герценштейна, Ф. И. Родичева, П. Д. Долгорукова, Ф. Ф. Кокошкина, И. П. Лаптева, И. В. Галецкого, А. К. Демяновича, Л. И. Петражицкого, Н. И. Кареева.

Группы депутатов по избирательным округам
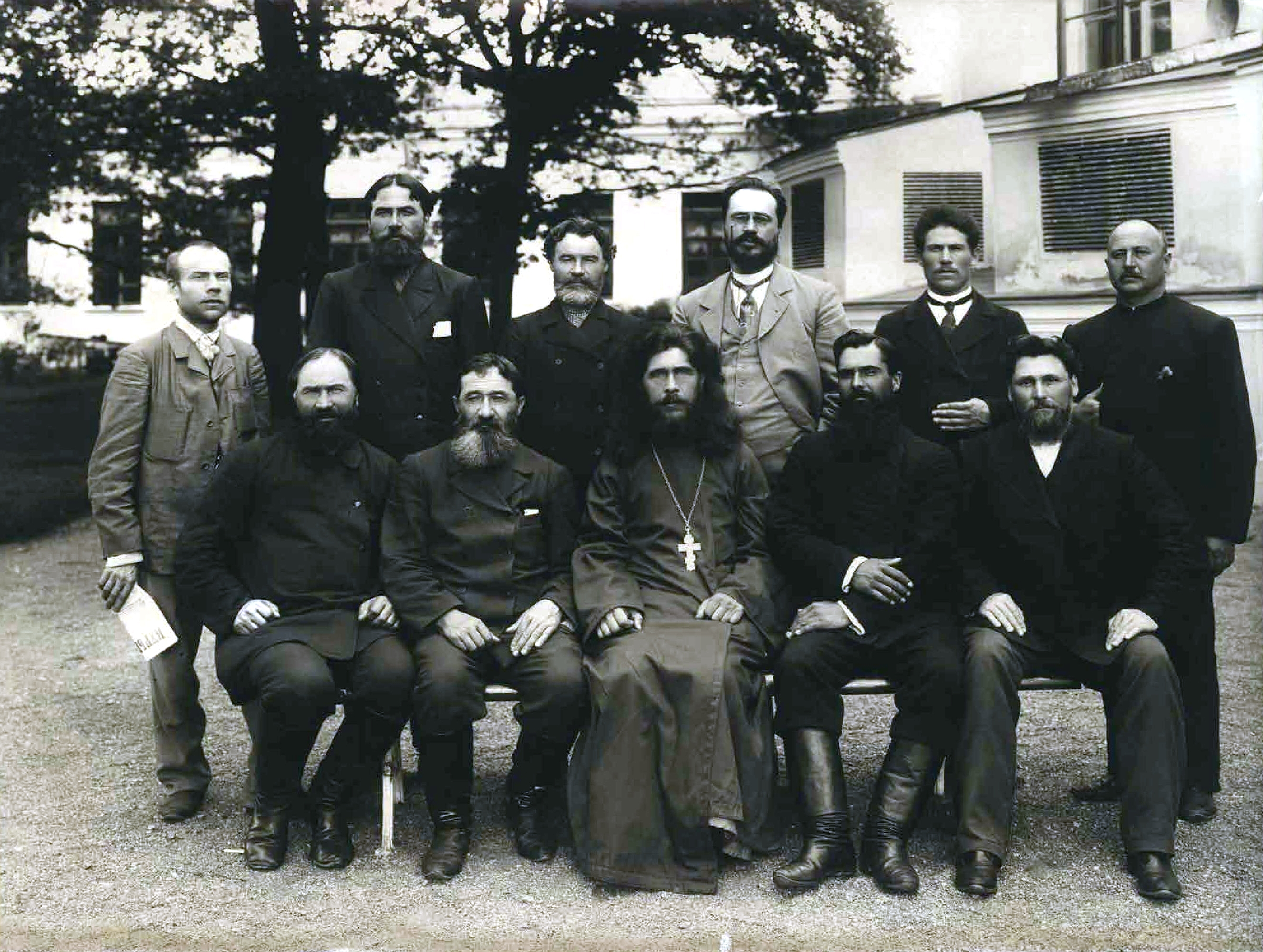
Воронежская губерния
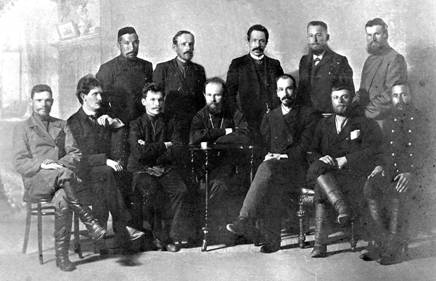
Вятская губерния
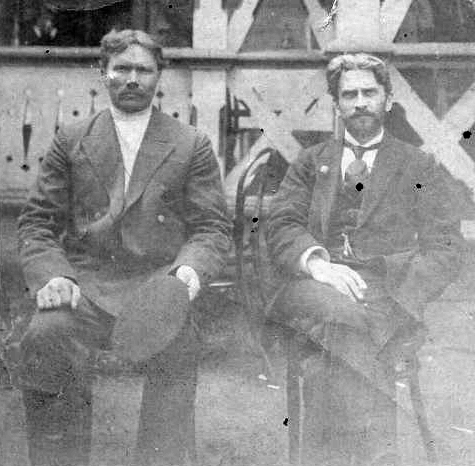
Енисейская губерния
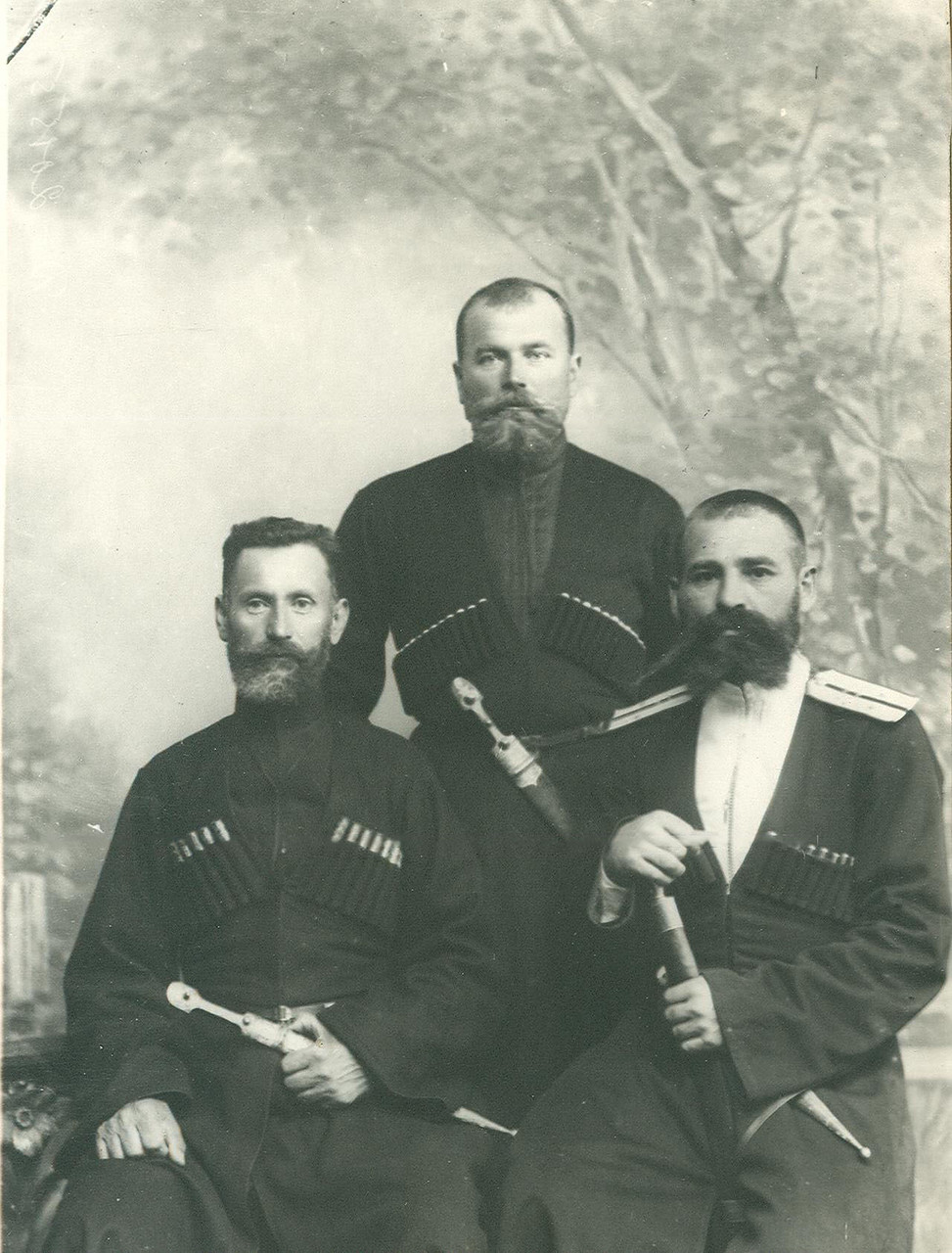
Кубанская область и Черноморская губерния
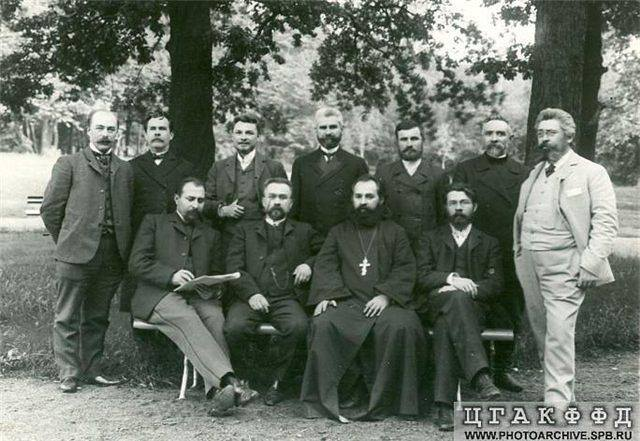
Область Войска Донского
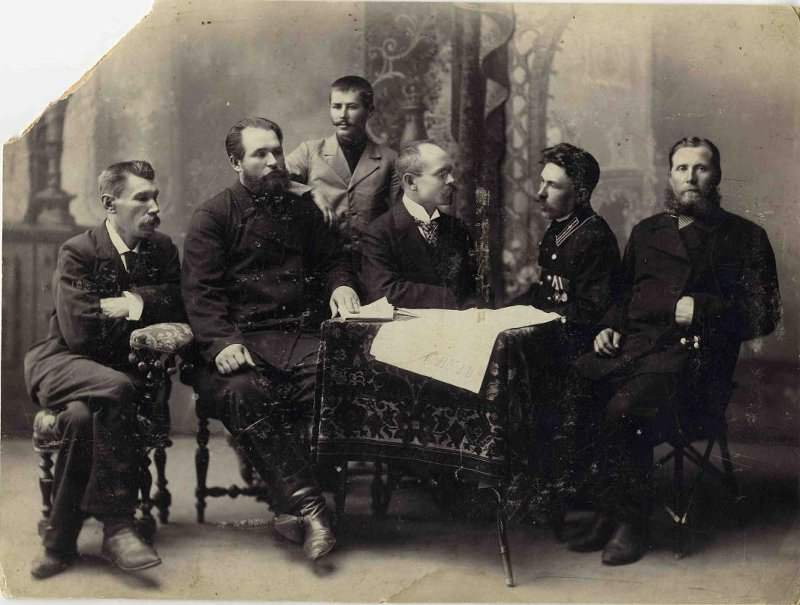
Пензенская губерния
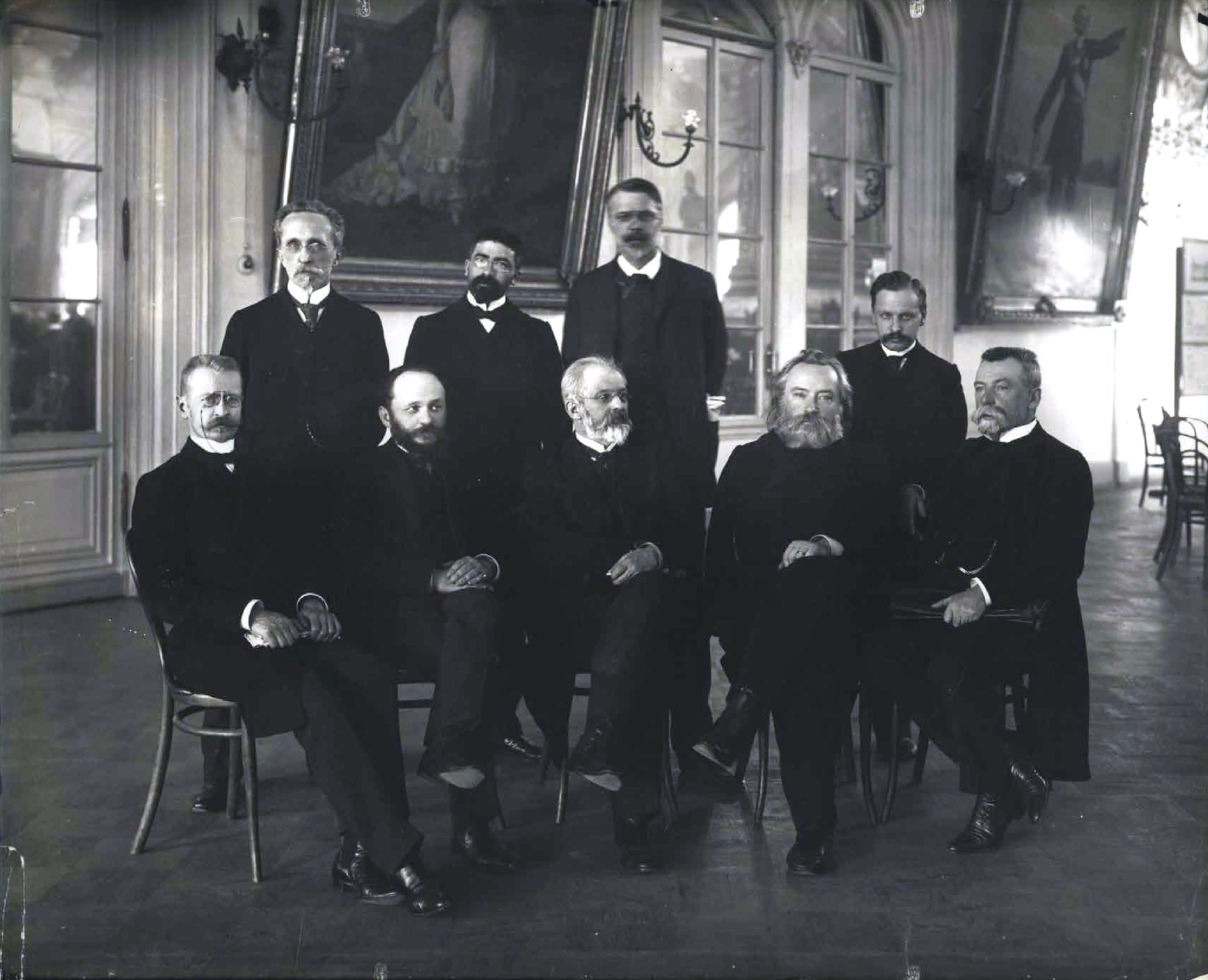
Петербургская губерния
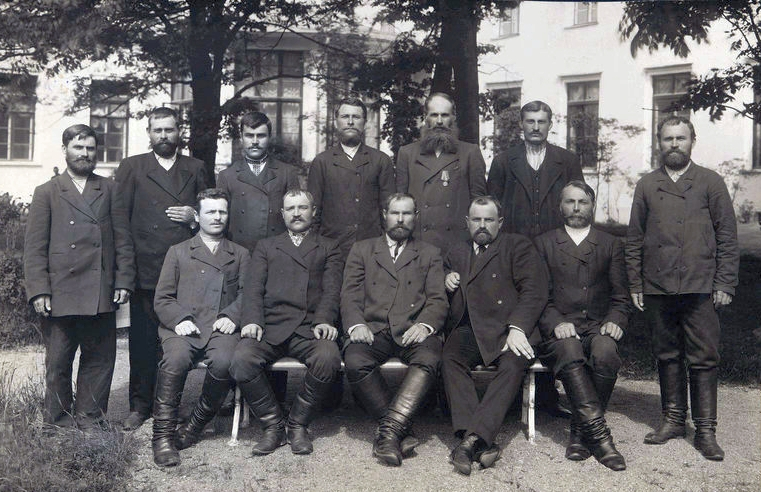
Подольская губерния
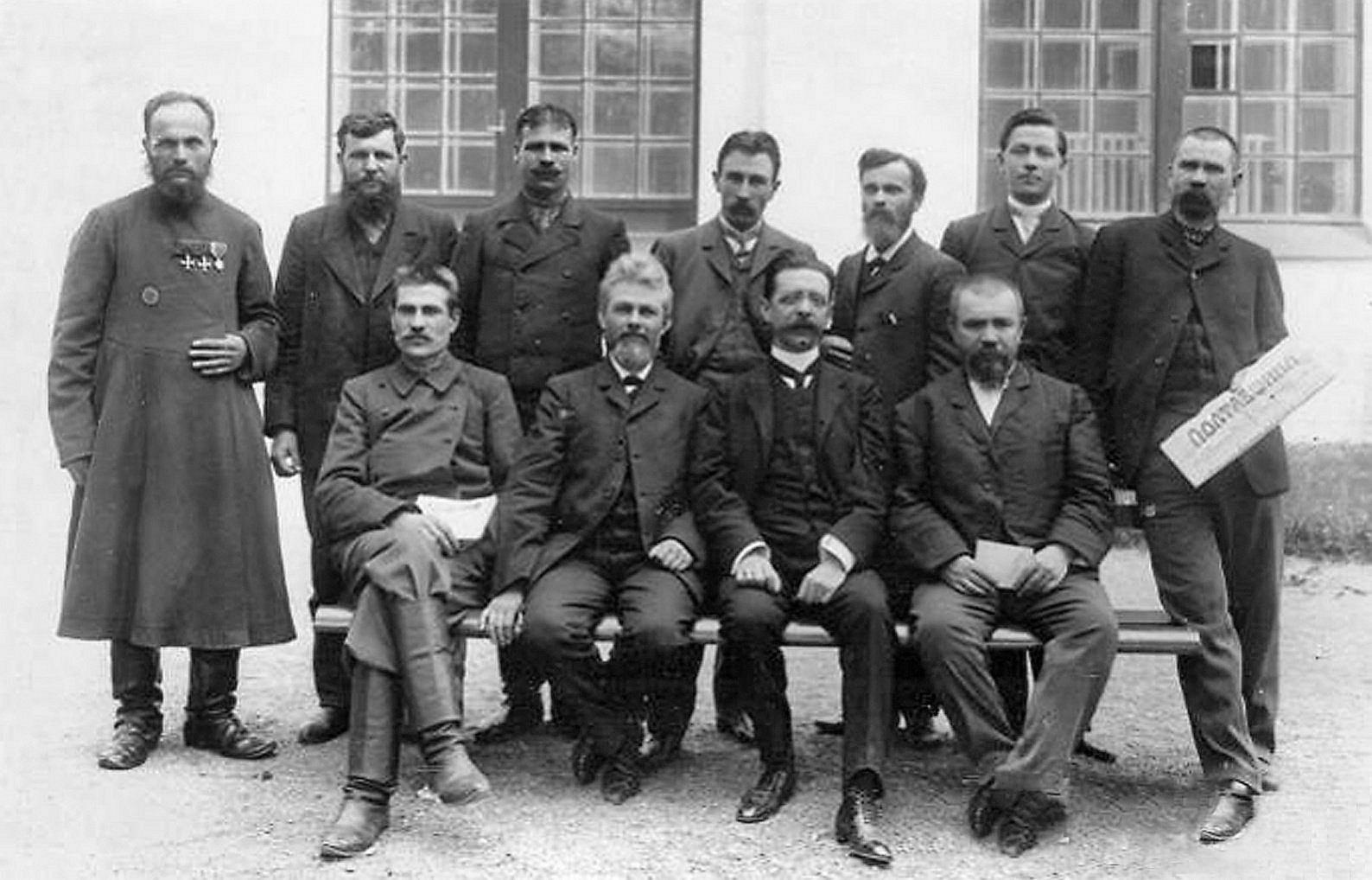
Полтавская губерния
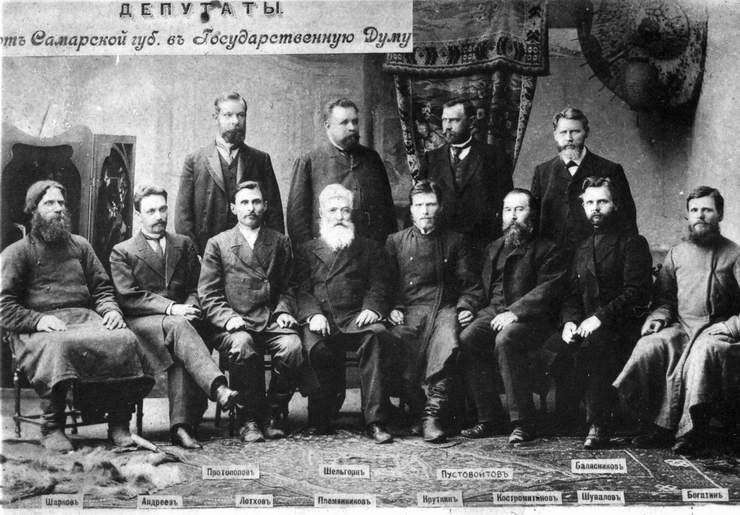
Самарская губерния
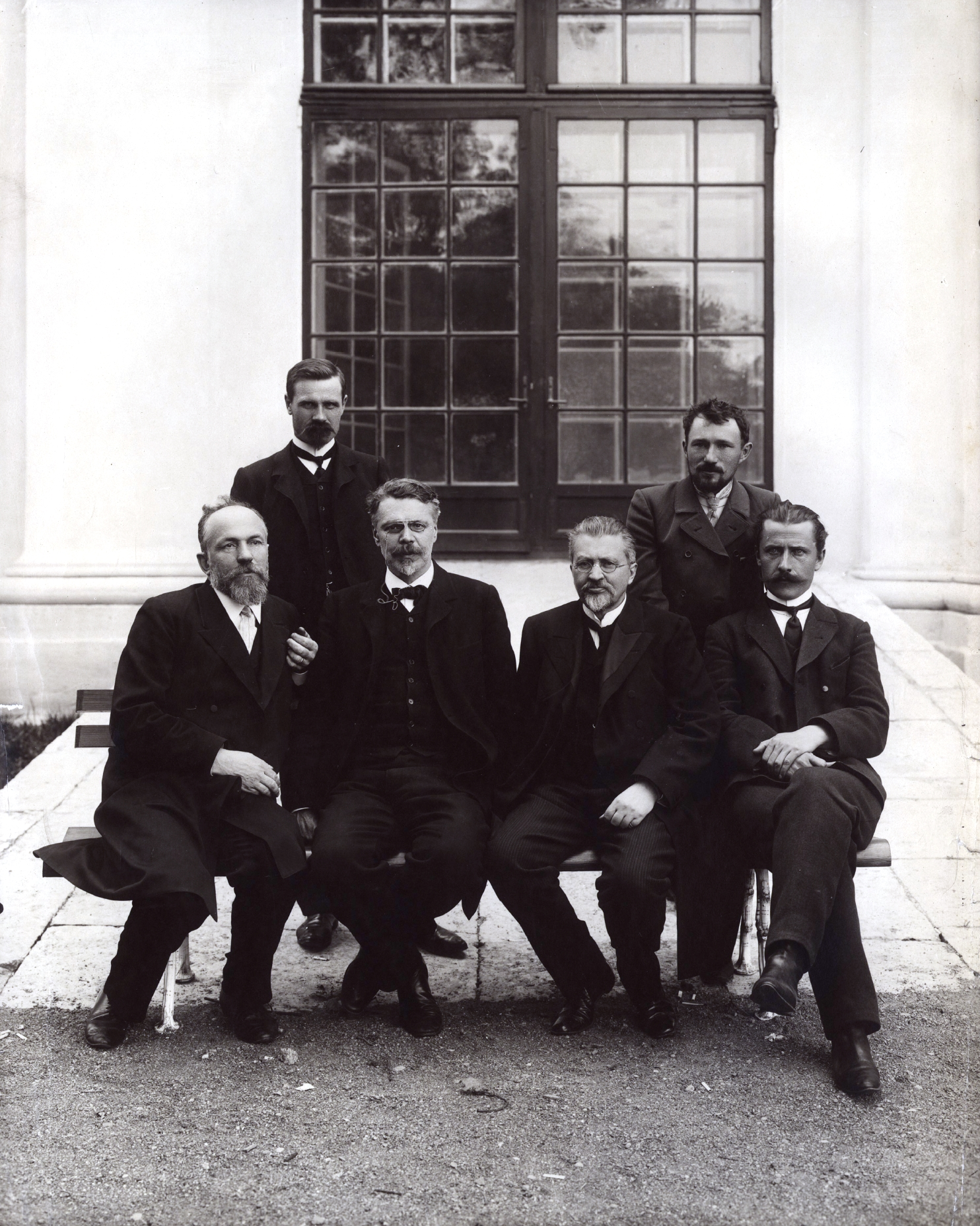
Тверская губерния
Депутаты-грузины (Тифлисская и Кутаисская губернии)